# Śrawanowie
Śrawanowie (sanskr. trl. śrawana, "ucho") – w hinduizmie to istoty nie posiadające ciała fizycznego, pełniące funkcje szpiegów i doradców.
Żeński odpowiednik, czy też żony śrawanów to śrawani (trl. śrawaṇī). Przydzielone im zadanie to podsłuchiwanie
i obserwacja kobiet.
Informacje zgromadzone przez śrawanów służą Jamie i jego sekretarzowi Ćitragupcie podczas sądu zmarłego człowieka.